# Лилич, Зоран
Зоран Лилич (серб. Зоран Лилић / Zoran Lilić; род. 27 августа 1953, с. Брза-Паланка в общине Кладово, Социалистическая Республика Сербия) — югославский и сербский государственный и политический деятель, второй президент Союзной Республики Югославии с 25 июня 1993 по 25 июня 1997 года. Самый молодой президент в истории югославского государства.

## Биография
Сын гончара и домохозяйки, в 70-х годах окончил технологический факультет Белградского университета, а в 1983 году стал директором завода в Раковице.
В 1980-х годах в политической сфере поддержал набиравшего силу Слободана Милошевича. Как сторонник социалистов в декабре 1992 года был избран в Народную скупщину Республики Сербия, возглавил фракцию Социалистической партии Сербии и в январе 1993 года стал Председателем Народную скупщину. На этом посту поддерживал Милошевича в борьбе с оппозицией. После смещения с поста президента Союзной Республики Югославии Добрицы Чосича парламент избрал следующим президентом Лилича.